# Hoya aurantiaca
Hoya aurantiaca är en oleanderväxtart som beskrevs av Kloppenb., Siar och Cajano. Hoya aurantiaca ingår i släktet Hoya och familjen oleanderväxter. Inga underarter finns listade i Catalogue of Life.